# Psilochorus minimus
Psilochorus minimus là một loài nhện trong họ Pholcidae. Loài này được phát hiện ở Ecuador.